# Daňkovice
Daňkovice (en allemand : Dankowitz) est une commune du district de Žďár nad Sázavou, dans la région de Vysočina, en République tchèque. Sa population s'élevait à 150 habitants en 2020.

## Géographie
Daňkovice se trouve à 10,8 km au sud-ouest de Polička, à 18 km au nord-est de Žďár nad Sázavou, à 49,5 km au nord-est de Jihlava et à 133 km à l'est-sud-est de Prague.
La commune est limitée par Krásné et Spělkov au nord, par Borovnice à l'est, par Javorek au sud-est et au sud, par Líšná au sud, et par Sněžné à l'ouest.

## Histoire
La première mention écrite de la localité date de 1350.

## Patrimoine

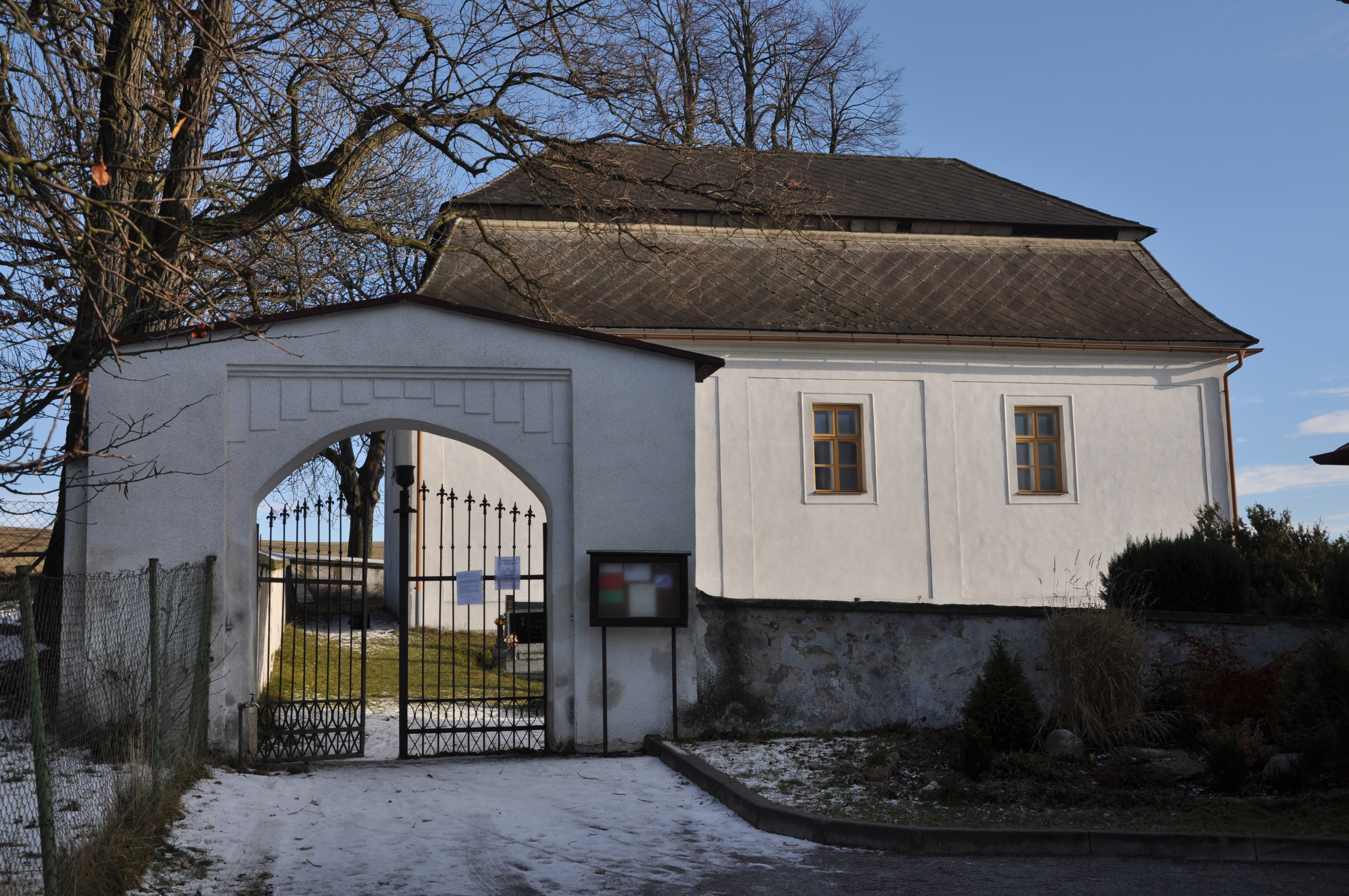
Daňkovice. : église évangélique.
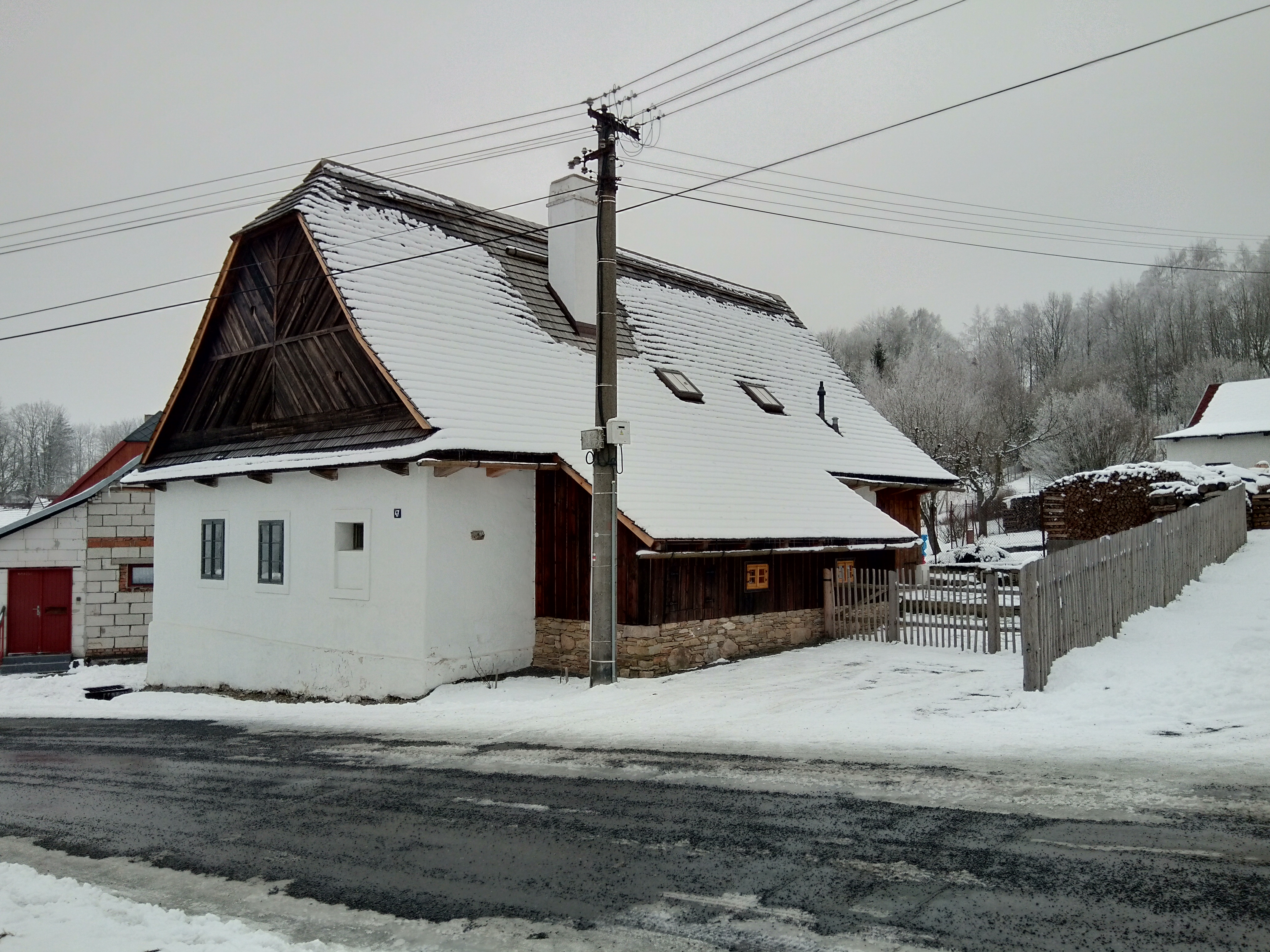
Architecture rurale traditionnelle.

## Transports
Par la route, Daňkovice se trouve à 19 km de Polička, à 22,5 km de Žďár nad Sázavou, à 60 km de Jihlava et à 172 km de Prague.